# Johannes Bluyssen

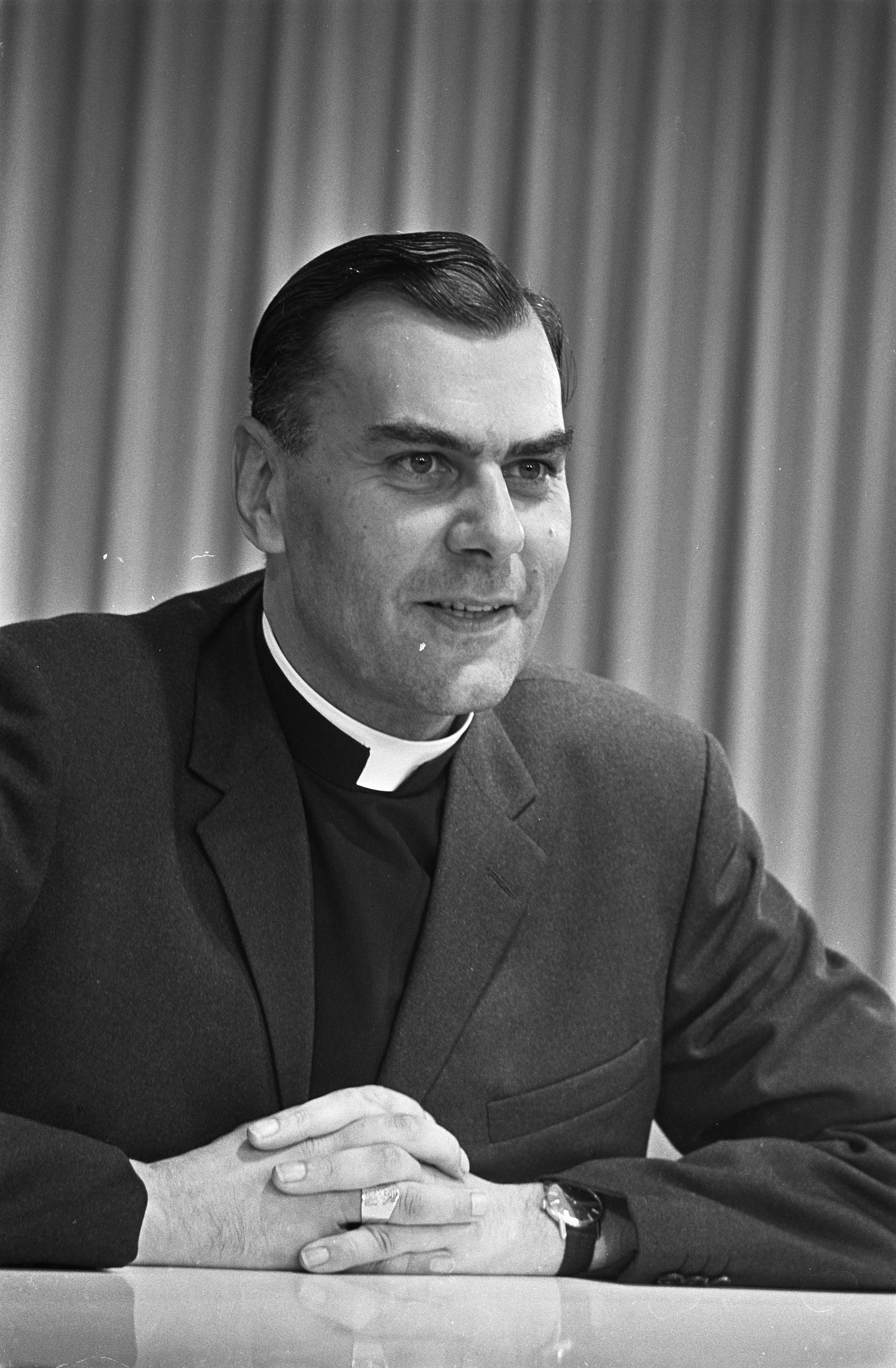
Johannes Bluyssen (1968)

Johannes Willem Maria (Jan) Bluyssen (* 10. April 1926 in Nijmegen, Niederlande; † 8. August 2013 in ’s-Hertogenbosch) war Bischof von ’s-Hertogenbosch.

## Leben
Johannes Bluyssen studierte Philosophie und Katholische Theologie am Priesterseminar in ’s-Hertogenbosch. Er empfing am 3. Juni 1950 in der St.-Johannes-Kathedrale in ’s-Hertogenbosch die Priesterweihe. Von 1950 bis 1953 war er Kaplan in Veghel. Am Angelicum in Rom studierte er Katholische Theologie mit den Schwerpunkten Spiritualität und Mystik.
Papst Johannes XXIII. ernannte ihn mit 35 Jahren am 28. Oktober 1961 zum Titularbischof von Aëtus und zum Weihbischof in ’s-Hertogenbosch. Der Bischof von ’s-Hertogenbosch Wilhelmus Marinus Bekkers spendete ihm am 27. Dezember 1961 die Bischofsweihe; Mitkonsekratoren waren Pieter Antoon Nierman, Bischof von Groningen, und Petrus Joannes Antonius Moors, Bischof von Roermond. Sein Wahlspruch lautete Quotidie ministrans (Alltäglich dienend). Als Bischofsvikar war er besonderes für die Liturgie zuständig. Er war Konzilsvater aller vier Sitzungsperioden des Zweiten Vatikanischen Konzils.
Nach dem Tod seines Amtsvorgängers Bekkers wurde Bluyssen am 11. Oktober 1966 von Papst Paul VI. zum Bischof von ’s-Hertogenbosch ernannt. Er veröffentlichte einige wichtige Schriften für den niederländischen Katholizismus, insbesondere seine Hirtenbriefe.
Nach einer Herzoperation im Jahr 1983 wurde am 1. März 1984 durch Papst Johannes Paul II. seinem gesundheitsbedingten Rücktrittsgesuch stattgegeben.